# Église Saint-Rémy d'Aougny
Pour les articles homonymes, voir Église Saint-Rémi.
L'église Saint-Rémy d'Aougny est une église de la fin du roman et du début du gothique construite du XIIe au XVIe siècle .

## Historique
L’église Saint-Rémy garde des parties d’architecture romane, date du XIIe siècle et XIIIe siècle. Elle est classée aux monuments historiques depuis le 16 août 1922. Parmi ses éléments remarquables, on trouve, du XVe, un retable, deux cuves de fonts baptismaux et un dallage.

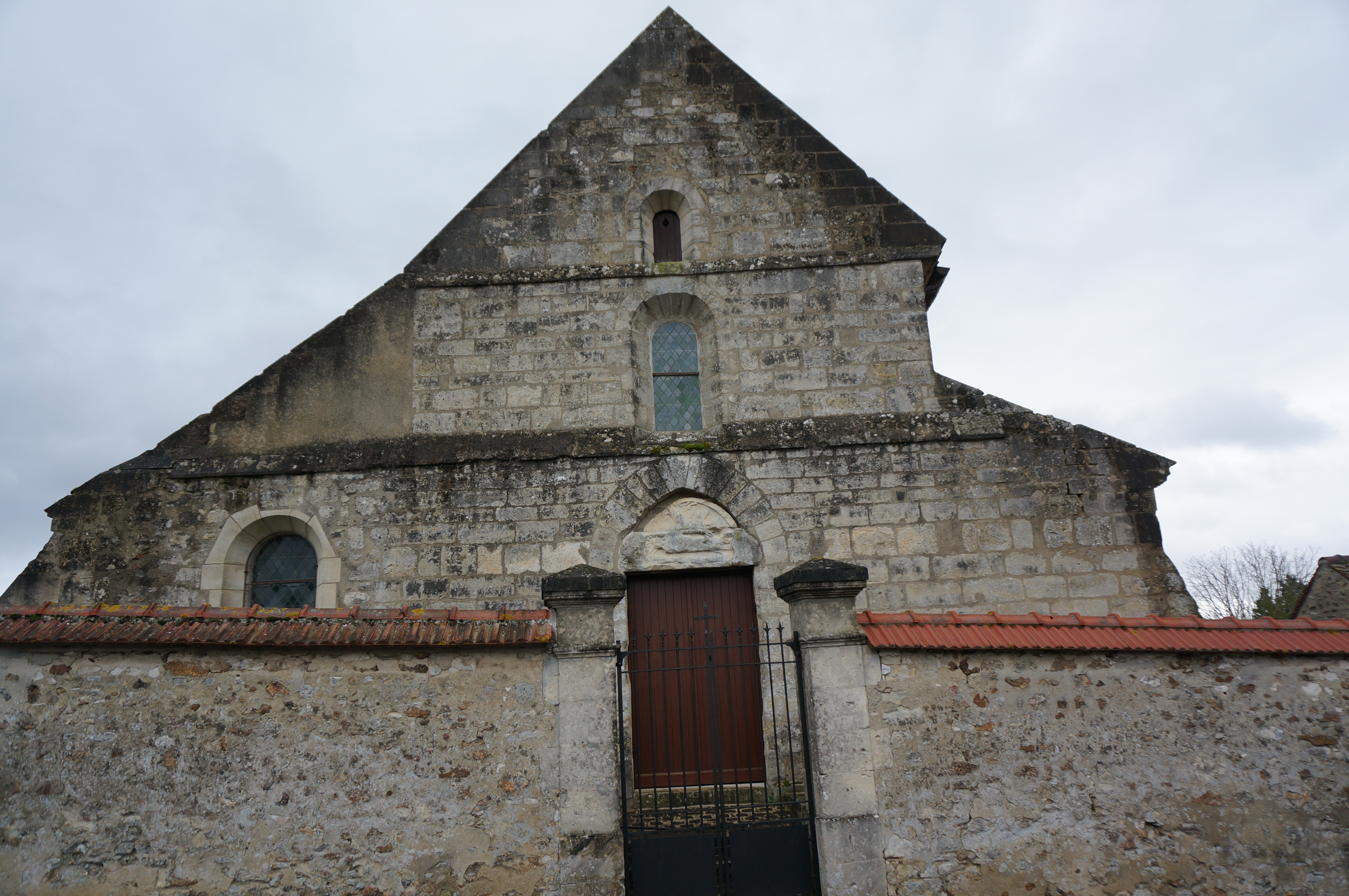
Le portail occidental.

## Architecture
Nef, clocher et croisillon sud ont été construits en art roman avec des premiers éléments gothiques. Initialement, la nef devait être de plan basilical. Pas beaucoup plus tard l'église fut étendue par un chœur en style du gothique primitif, formant une abside à cinq pans. L'extérieur du chœur est orné par une frise en arceaux sous le toit et de modillons avec quelques têtes sculptées. Le double croisillon nord fut ajouté au XVe ou XVIe siècle, visible par les traceries flamboyantes des fenêtres. 
Probablement au XVIIIe siècle le bas-côté nord fut reconstruit et la claire-voie septentrionale fut couverte par le toit. Alors l'église est une pseudo-basilique au nord, aujourd'hui.
La travée au dessous du clocher est couvert par une voûte à croisée d'ogives, le chœur polygonal par une voûte en ombrelle sur le polygone. 
Un toit plat en bois surbaissé couvre la nef centrale, comme remplacement d'une voûte en berceau de bois.
Dans l'église se trouvent deux fonts baptismaux en pierre du XVe siècle, des carreaux de sol historiés, un retable de la fin du XVe ayant des fragments de la Vie du Christ et un Christ en croix du XVIIIe siècle.

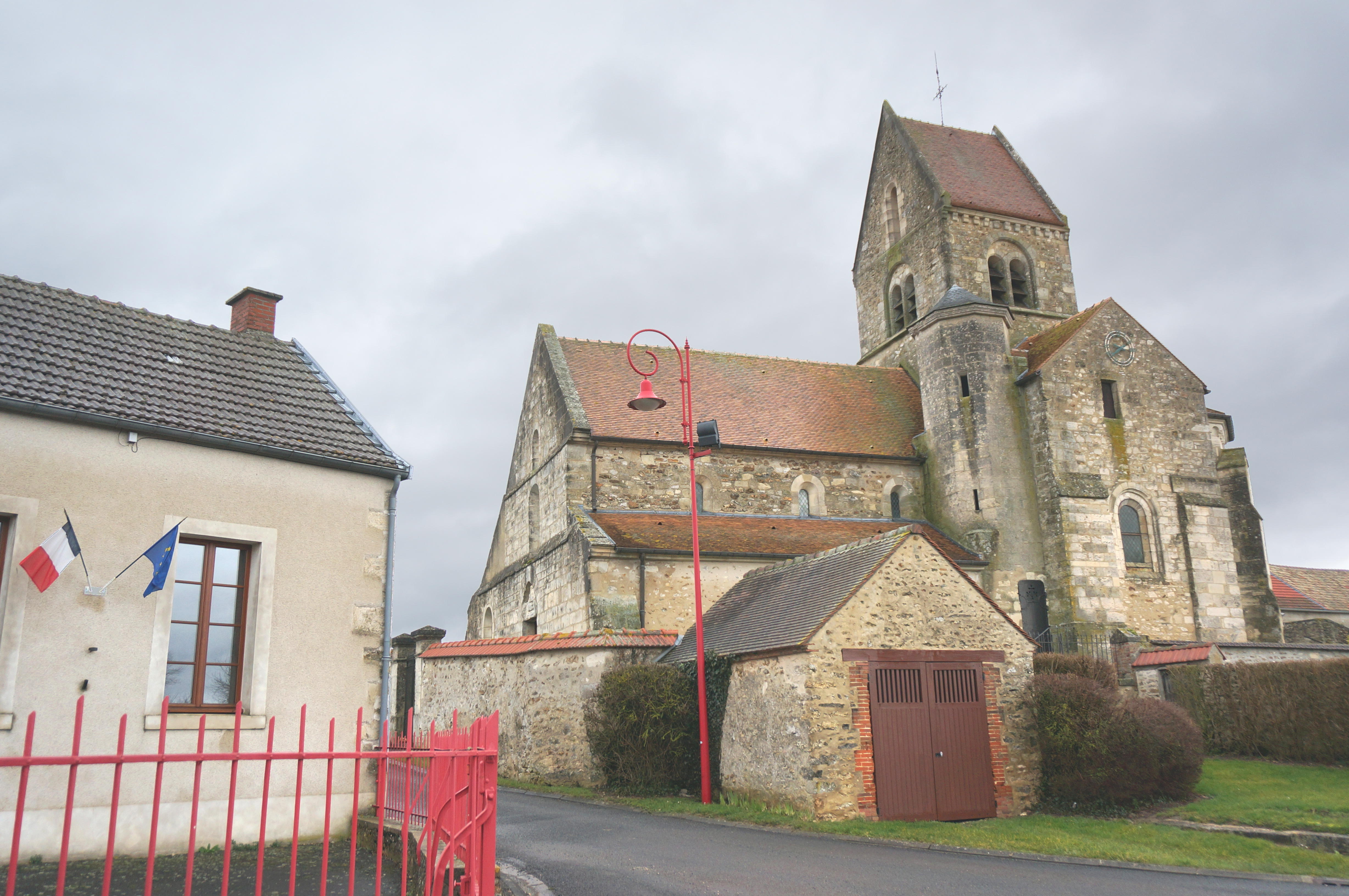
Côté méridional avec trois fenêtres de claire-voie.
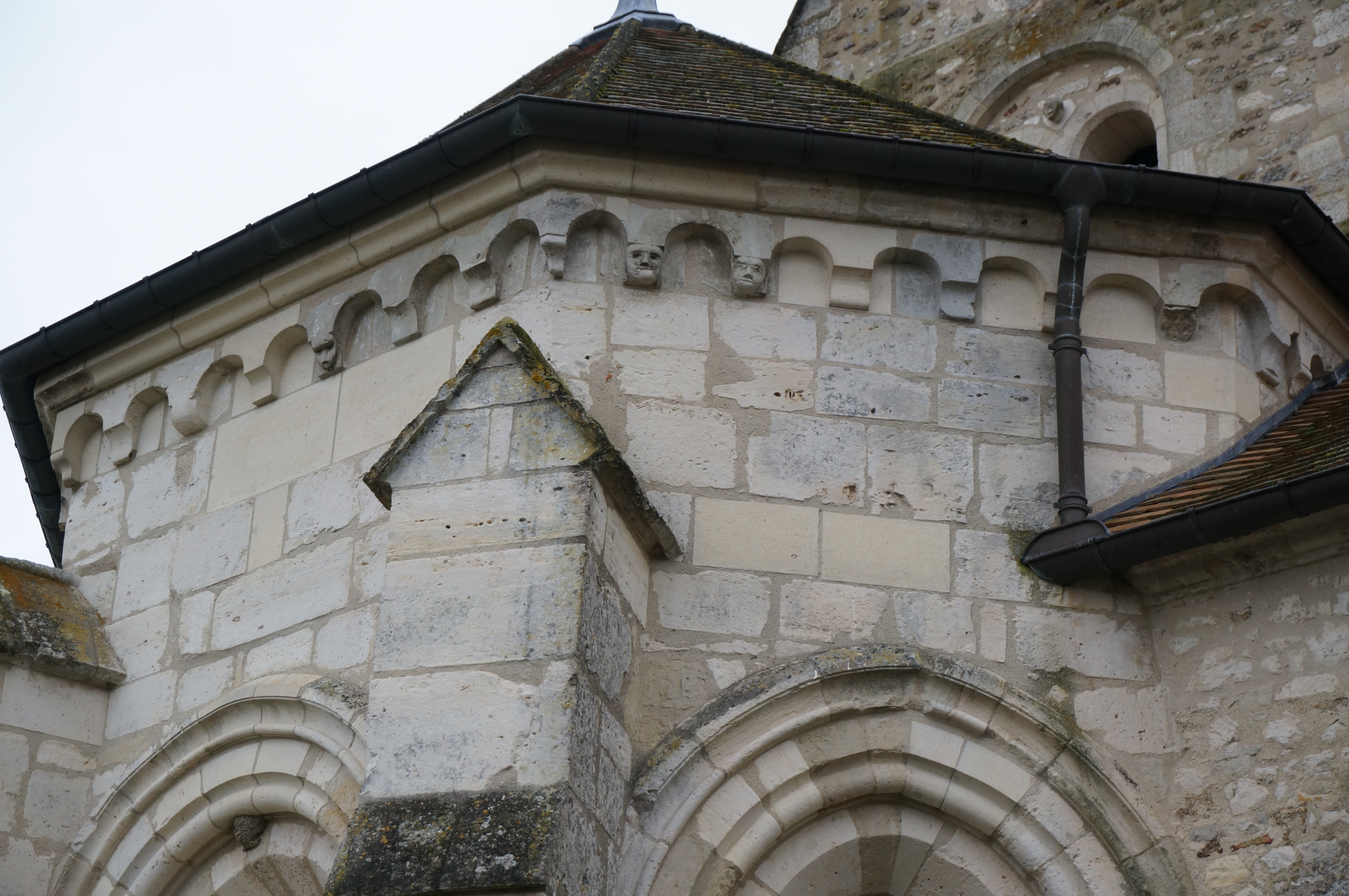
Modillons sculptés et clocher.
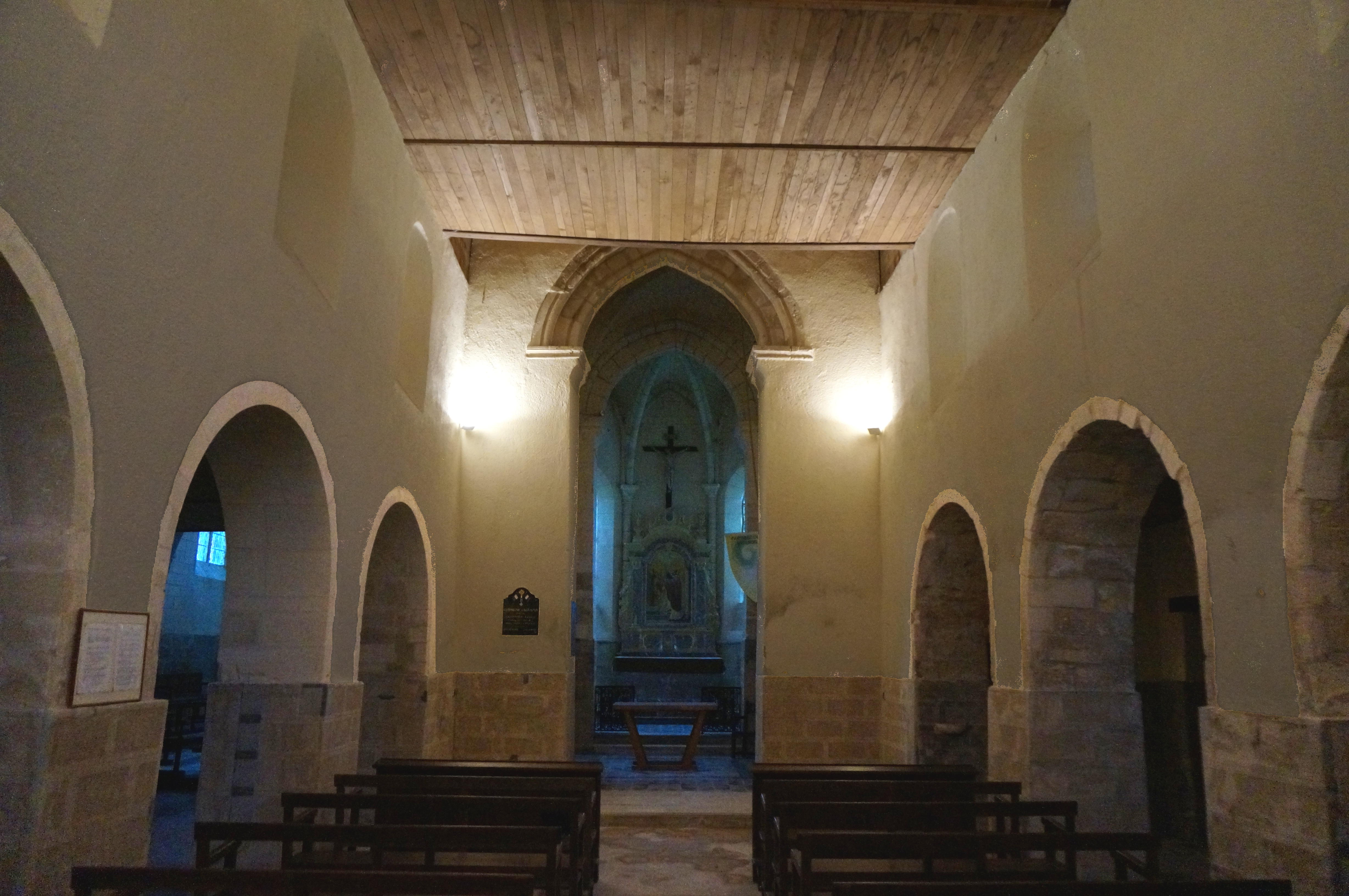
La nef, arcades de plein-cintre des bas-côtés, arcs brisés à la tour et au chœur.
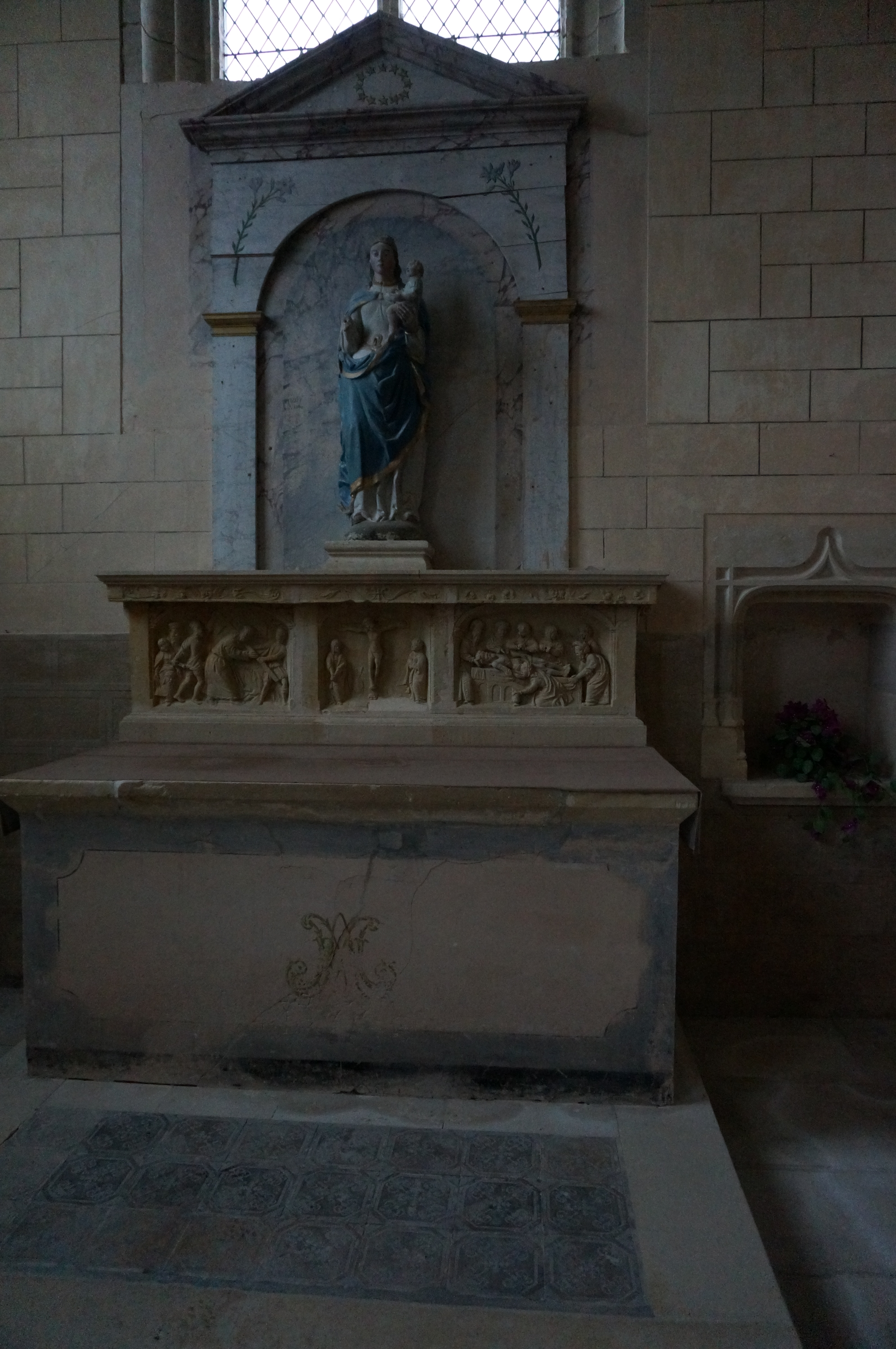
Autel et retable.
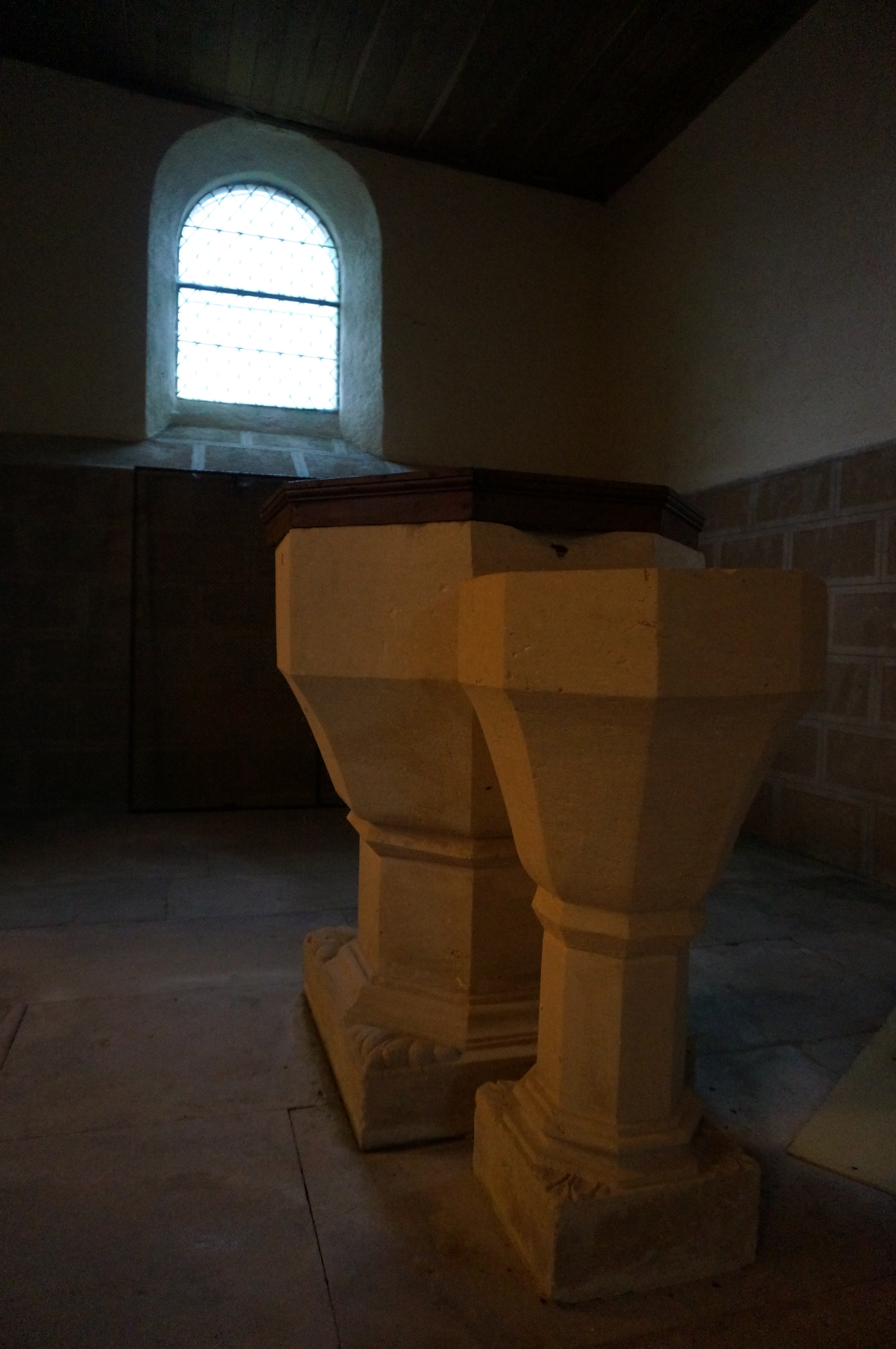
Fonts baptismaux[3].